# Dede Koswara
Dede Koswara (1971-30 de enero de 2016) fue un carpintero indoneso que padeció de epidermodisplasia verruciforme, siendo uno de los primeros casos documentados en el mundo.

## Biografía
Nació en Indonesia y fue conocido como «el hombre árbol», debido a que padecía de la enfermedad epidermodisplasia verruciforme, una enfermedad extraña que provoca el crecimiento descontrolado del virus del papiloma humano (VPH), provocando el desarrollo de verrugas similares a la corteza de los árboles. Dede se hizo conocido en noviembre de 2007, después de la emisión de un video en Internet donde aparecía afectado con la enfermedad. Su historia apareció en un programa emitido por Discovery Channel y la serie de TLC My Shocking Stories (Extraordinary People), en el episodio «Half Man Half Tree». El 12 de agosto de 2008, la historia de Dede Koswara fue mostrada en un episodio de la serie ABC's Medical Mystery llamado «Tree Man». Fue uno de los primeros casos hasta ese entonces junto con el de Ion Toader, un paciente de Rumania, también registrado en 2007. Según Anthony Gaspari, doctor que trató a Koswara, «la probabilidad de tener esta deficiencia es de menos de una entre un millón».
El 26 de agosto de 2008, Dede volvió a su residencia después de una cirugía para eliminar 6 kg de verrugas en su cuerpo. La cirugía consistió de tres pasos: eliminación de la gruesa capa de verrugas y cuernos masivos en sus manos, eliminación de las verrugas más pequeñas en la cabeza, el torso y los pies y recubrimiento de las manos con piel injertada. Sin embargo, después de estas intervenciones el brote volvió a manifestarse en todas las partes del cuerpo y nuevamente fue sometido a varias cirugías.
Murió a los 44 años de edad, el 30 de enero de 2016, alrededor de 03:30 WIB (hora de Indonesia), en el Hasan Sadikin Hospital, en Bandung, a partir de las complicaciones relacionadas con su condición, la cual sufrió por más de 20 años.